# Eduard Rüppell
Eduard Rüppell (Frankfurt am Main, 20 november 1794 - aldaar, 10 december 1884) was een Duits natuuronderzoeker en verzamelaar van naturalia, zoöloog en ontdekkingsreiziger.

## Biografie
Als zoon van een bankier (bankierhuis Harnier und Rüppell) maakte hij eerst carrière in het bankwezen. Toen hij financieel onafhankelijk werd, ondernam hij in 1817 een eerste reis naar Egypte. Tussen 1822-1827 ondernam hij een ontdekkingsreis in de Golf van Akaba, Rode Zee en Nubië. Na het bekijken en verwerken van de collectie ging hij tussen 1831 en 1834 weer op reis, dit keer naar Abessinië. Uit dat land bracht hij onder ander een aantal manuscripten mee, zoals een psalter van de Abessijnse keizer Hezekiah (die regeerde van 1780-1786).
In 1841 werd hij adjunct-directeur was hij mede-oprichter van het Senckenbergische Naturforschende Gesellschaft (SNG). Tussen 1849 en 1850 maakte hij zijn laatste reis door Afrika. De verzamelde balgen van zijn reizen vormden het begin van de collectie van het Naturmuseum Senckenberg in Frankfurt.
Na een ruzie met het SNG stortte hij zich op de numismatiek. Hij schonk zijn geboortestad Frankfurt munten van de Ptolemaeën en van de Romeinse keizer in Alexandrië. Na de annexatie van Frankfurt door Pruisen in 1866 vluchtte hij naar Zürich, maar keerde al snel weer terug. Na 1870 woonde hij teruggetrokken in Frankfurt, maar werd geëerd voor zijn verdiensten op het gebied van de zoölogie, mineralogie, paleografie, geografie en numismatiek.

## Werk

### Betekenis voor desystematiek
Vijf diersoorten en 79 dier- en plantensoorten zijn naar hem vernoemd. In vakkringen werd hij vooral bekend door de eerste beschrijving (in 1842) van de naakte molrat (Heterocephalus glaber) die hij verzamelde in de Ethiopische provincie Shewa. Dit dier was tot dan toe onbekend en is de enige soort van een hele onderfamilie van de knaagdieren, de Heterocephalinae.
Als eerste buitenlander ontving hij in 1839 in Londen, de Gold Medal van de Royal Geographical Society.
Rüppell is de soortauteur van 63 vogelsoorten die anno 2012 nog als soort zijn erkend (Bijvoorbeeld de Ethiopische geelsnaveltok).
Voorbeelden van vogels en (zoog)dieren die als eerbetoon naar hem vernoemd:
- Ablepharus rueppellii
- Poicephalus rueppellii (Rüppells papegaai)
- Gyps rueppelli (Rüppells gier)
- Eupodotis rueppelii (Rüppells trap)
- Myrmecocichla melaena (Rüppells miertapuit)
- Cossypha semirufa (Rüppells lawaaimaker)
- Curruca ruppeli (Rüppells grasmus)
- Pipistrellus rueppellii
- Scoteanax rueppellii
- Vulpes rueppellii (Zandvos)

### Voornaamste publicaties
- Atlas zu der Reise im nördlichen Afrika. Brönner, Frankfurt 1826-1828.
- Reise in Nubien, Kordofan und dem peträischen Arabien vorzüglich in geographisch-statistischer Hinsicht. Friedrich Wilmans, Frankfurt/M. 1829.
- Reise in Abyssinien. 2 Bde. + Atlas. Frankfurt, Schmerber 1838-1840.
- Neue Wirbelthiere zu der Fauna von Abessinien gehörig. Schmerber, Frankfurt 1835-1840.

- Bibsys: 1040115
- Author citation (botany): Rüppell
- CiNii: DA10405530
- Stuttgart Database of Scientific Illustrators 1450–1950: 10347
- Gemeinsame Normdatei: 11669811X
- International Standard Name Identifier: 0000 0000 8152 6733
- Library of Congress Control Number: no2001076068
- Nationale bibliotheek van Australië: 36592071
- Nationale Bibliotheek van Israël: 987007296622705171
- Nationale Bibliotheek van Polen: a0000003102687
- Nederlandse Thesaurus van Auteursnamen: 069761477
- Réseau des bibliothèques de Suisse occidentale: 02-A003774815
- Istituto Centrale per il Catalogo Unico: PALV045095
- SNAC: w60p2mwk
- Système universitaire de documentation: 147954347
- Museum of New Zealand Te Papa Tongarewa: 59772
- Trove: 1310153
- Virtual International Authority File: 72152135
- WorldCat: E39PBJfCwFGXdTmC9Brjf4X68C